# Pravo pacijenta za slučaj odsustva lekara ili nedovoljnih mogućnosti za lečenje
Pravo pacijenta za slučaj odsustva lekara ili nedovoljnih mogućnosti za lečenje jedno je od prava u oblasti zdravstvene zaštite kojim se štiti neprekidnost u lečenju pacijenta za vreme odsustvovanja lekara, zbog poslovnih i ličnih obaveza, ili ako potrebe lečenja pacijenta prevazilaze lekarove mogućnosti, znanja i veštine.

## Postupak u ostvarivanju prava
Odsutnost lekara
Za vreme odsustvovanja, po bilo kom osnovu, lekar je dužan da se pobrine za stalnu medicinsku zaštitu svojih pacijenata, a u sklopu sistema zdravstvene zaštite, odnosno ustanove u kojoj on obavlja delatnost.
Pravazilaženje mogućnosti lekara
Ako potrebe lečenja pacijenta prevazilaze mogućnosti, znanja i veštine lekara, on je u obavezi da pacijenta „preda” na lečenje drugom lekaru, odnosno uputi u zdravstvenu ustanovu, u kojoj pacijent takve uslove može ostvariti. 
Odbijanje i prekidanje lečenja od strane lekara
Lekar ima pravo i da odbije lečenje i uputi pacijenta drugom lekaru:
- ako smatra da nije dovoljno stručan,
- ako nema tehničke mogućnosti za uspešno lečenje,
- ako ne postoji odnos punog poverenja pacijenta u rad lekara koji ga leči,
- ako pacijent odbija saradnju,
- ako pacijent pokušava da vrši zloupotrebe,

Lekar ne sme da odbijanje i prekine lečenja jedino u slučaju neophodnosti pružanja hitne medicinske pomoći.

## Spoljašnje veze
- Etički kodeks ponašanja zdravstvenih radnika pri pružanju zdravstvenih usluga Архивирано на веб-сајту  (5. фебруар 2020) — www.kc-kg.rs